# Captain Beefheart
Captain Beefheart (15. ledna 1941, Glendale, Kalifornie, USA – 17. prosince 2010, Arcata, Kalifornie, USA), vlastním jménem Don Glen Vliet, později Don Van Vliet, byl americký hudebník-multiinstrumentalista a umělec. Jako hudebník je spojen především se skupinou The Magic Band, kterou vedl a se kterou natočil mezi lety 1965 a 1982 dvanáct studiových alb. Byl znám jako zpěvák svým širokým hlasovým rozsahem, kromě toho hrál na harmoniku, saxofon a množství dalších dechových nástrojů. Pohyboval se ve stylech rock, blues, psychedelie s free jazzem, avantgarda a experimentální hudba. Blízce se přátelil s Frankem Zappou, se kterým také příležitostně spolupracoval. V roce 1982 zcela opustil hudební svět a osobu Captaina Beefhearta a začal se jako Don Van Vliet věnovat další své zálibě v malířství. Zemřel v prosinci 2010 po mnohaletém boji s roztroušenou sklerózou.

## Diskografie The Magic Band
- Safe as Milk (1967)
- Strictly Personal (1968)
- Trout Mask Replica (1969)
- Lick My Decals Off, Baby (1970)
- Mirror Man (1971)
- The Spotlight Kid (1972)
- Clear Spot (1972)
- Unconditionally Guaranteed (1974)
- Bluejeans & Moonbeams (1974)
- Shiny Beast (Bat Chain Puller) (1978)
- Doc at the Radar Station (1980)
- Ice Cream for Crow (1982)